# Cirque d'Été
El Cirque d'Été (en español, Circo de Verano) fue un teatro ecuestre construido en París en 1841, diseñado por el arquitecto Jacques Hittorff. Estaba ubicado en el lado noreste de la rotonda de los Campos Elíseos. Llamado originalmente Cirque National, también se le conoció como Cirque des Champs-Élysées y Cirque Olympique des Champs-Élysées. En 1853 pasó a llamarse Cirque de l'Impératrice (en honor a la emperatriz Eugenia), nombre que conservó hasta la caída del Segundo Imperio Francés en 1870. Fue demolido alrededor de 1902.

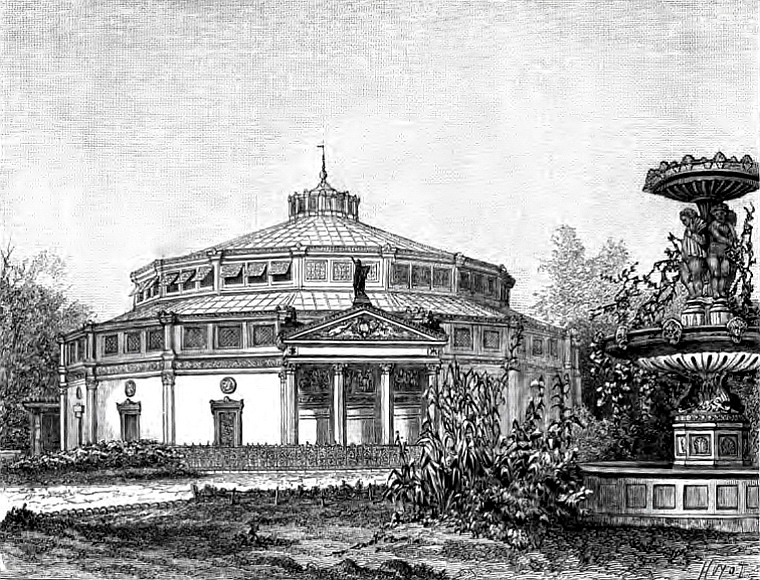
El Cirque d'Été des Champs Elysées

Fue utilizado como sede de verano de la compañía ecuestre del Cirque Olympique, cuya licencia fue vendida en 1836 a Louis Dejean por Adolphe Franconi, nieto de Antonio Franconi. Más tarde, también se utilizó para otros fines, como para acoger los conciertos dirigidos por Hector Berlioz.

## Construcción y diseño

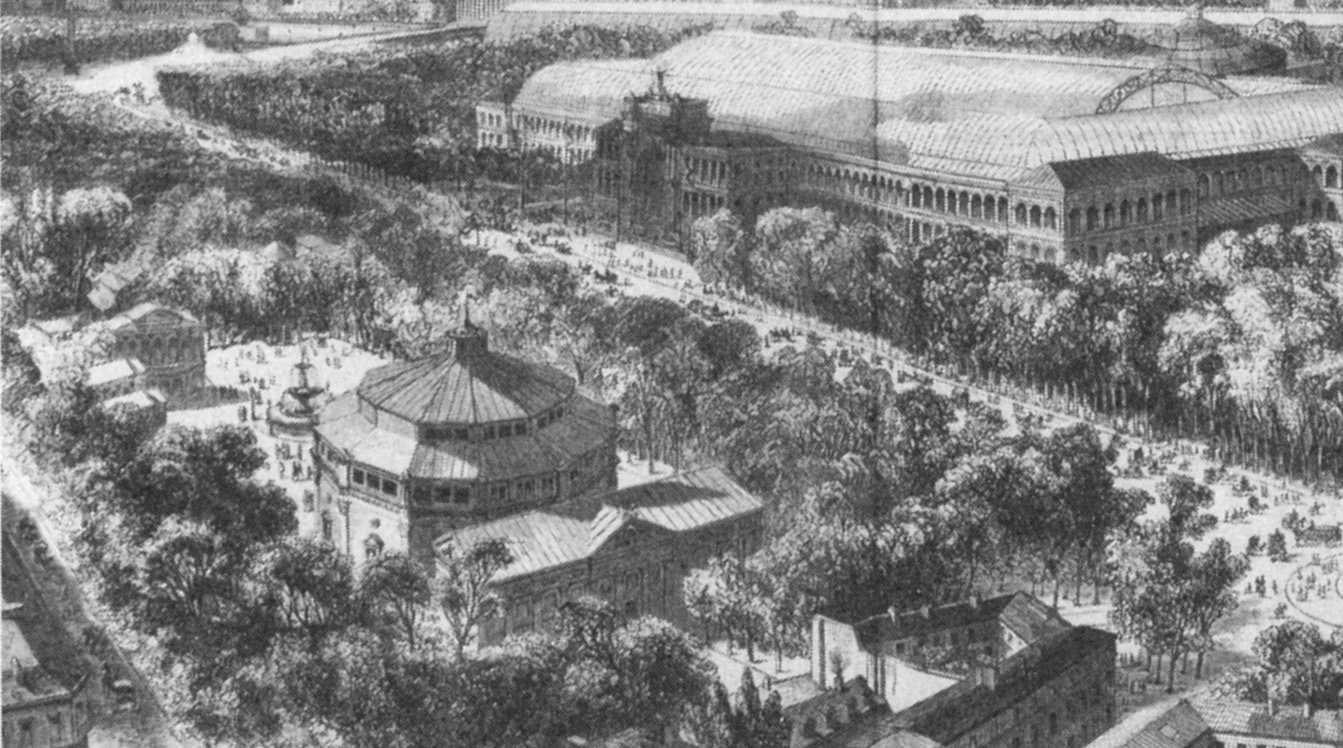
El Cirque de l'Impératrice en los Campos Elíseos, 1855.

En 1836, Dejean, el propietario del Cirque Olympique ubicado en el Bulevar du Temple, obtuvo un permiso para instalar un circo de carpa de verano en el Carré Marigny en los Campos Elíseos. En 1841, fue reemplazada por un edificio de piedra poligonal de 16 lados, una especie de hipódromo de interior.
En su lado este, se instaló una estatua ecuestre de bronce diseñada por James Pradier que coronaba un pórtico con frontón. Los paneles en los otros lados lucían cabezas de caballo ornamentales en bajorrelieve diseñadas por Francisque Duret y Bosio. Una versión de la estatua de Pradier se encuentra frente al Cirque d'Hiver.

El teatro era espacioso y tenía capacidad para entre 4 000 y 6 000 espectadores. Al norte tenía un edificio rectangular donde se ubicaban los establos. La decoración del interior era de estilo morisco. El techo estaba sostenido por columnas de hierro ligero y estaba decorado con compartimentos que encerraban figuras ecuestres y un candelabro con 130 válvulas de gas que colgaba sobre la pista. Estaba rodeado por dieciséis filas de asientos. Los gradas estaban inclinadas en ángulo brusco. Más tarde se instaló la calefacción.

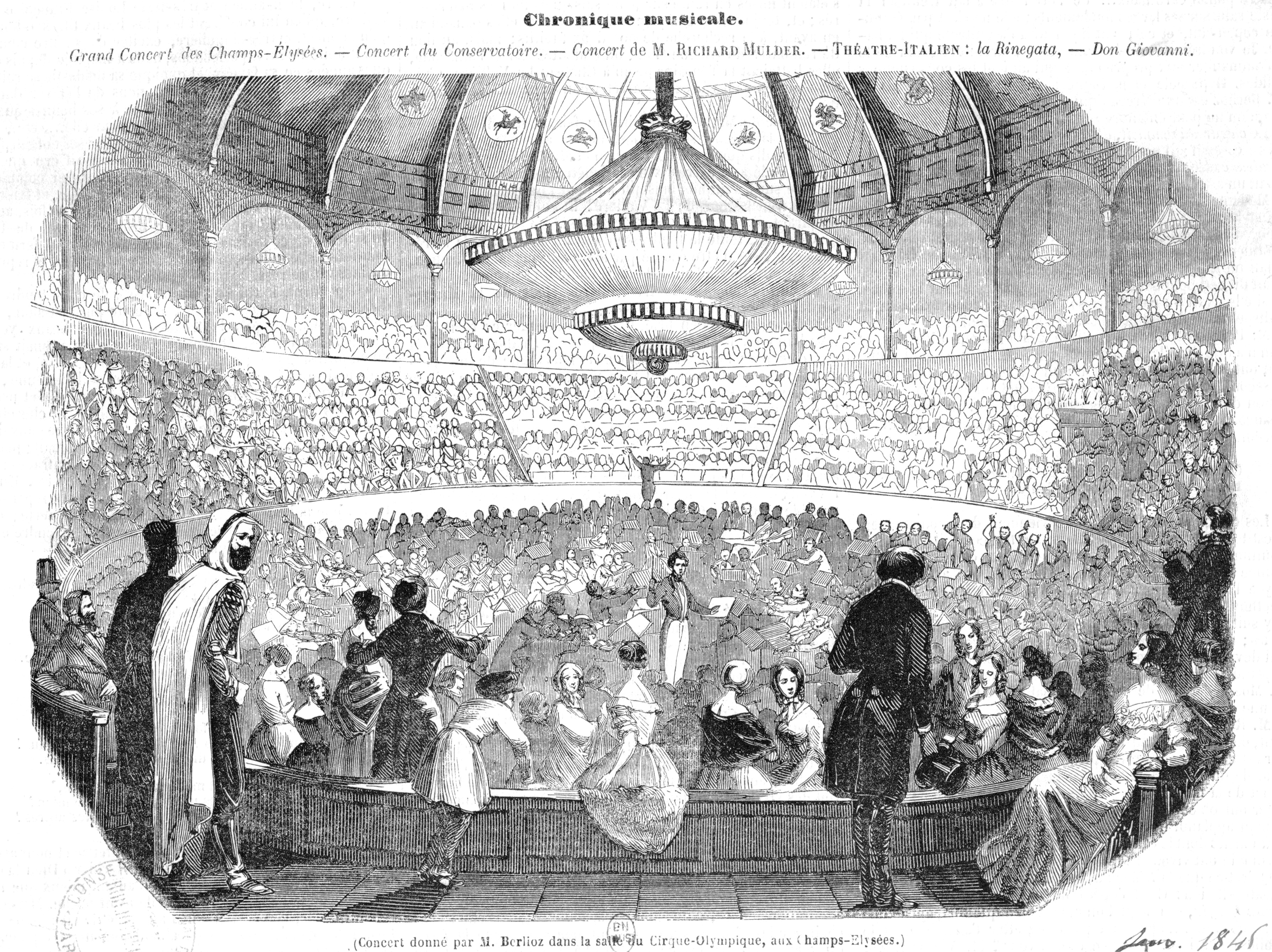
Berlioz dirigiendo un concierto en el Cirque Olympique des Champs Elysées (enero de 1845).

El director del teatro desde que Déjean le cediera el puesto tras un año de actividad, fue Jules Gallois.

## Conciertos de Berlioz
Consciente del gran éxito del Concert Monstre presentado por Berlioz en el Festival de l'Industrie durante el verano de 1844, Gallois lo contrató para que diera seis conciertos en el Cirque d'Été, en aquella temporada de invierno, los domingos por la tarde, un día en el que no se realizaban conciertos en el Conservatorio de París que le hicieran competencia. 
El contrato estipulaba que Berlioz contrataría y dirigiría los ensayos de la orquesta y el coro, seleccionaría la música y dirigiría las actuaciones. Berlioz contrató a 350 intérpretes y cantantes para los conciertos, y realizó ensayos seccionales en la Sala de Conciertos Herz, cubriendo todos los gastos.
En el primer concierto del 19 de enero de 1845, se incluyeron el Concierto para piano n.º 5 de Beethoven con Charles Hallé como pianista solista, extractos de las óperas Alcestes y Orfeo de Gluck, y obras propias de Berlioz, como la obertura Le carnaval romain, La tour de Nice y el Dies irae y Tuba mirum de su réquiem, la Gran misa de los muertos, cuyos dos últimos fragmentos se tocaron al final de todos los conciertos.
El segundo concierto, el 16 de febrero, tuvo como tema sesión oriental, en consonancia con la decoración de la sala. El programa incluía la oda sinfónica Le désert de Félicien David, al pianista austriaco Léopold de Meyer interpretando su Marche marocaine, op. 22, y la obertura de Berlioz de su ópera sin terminar: Les francs-juges.
El tercer concierto, el 16 de marzo, se organizó en torno al tema sesión rusa. Se tocó música del compositor ruso Mijaíl Glinka, que en ese momento se encontraba en París y asistió a los conciertos. Estos incluían fragmentos de su ópera Una vida por el zar y un ballet de su ópera Ruslán y Liudmila. Al parecer, Glinka estuvo muy satisfecho con la música que escuchó que emprendió un viaje a España con el objetivo de componer al estilo de Berlioz. Un bajo ruso cantó el final de la dramática sinfonía Romeo y Julieta de Berlioz, en el papel de Fray Lorenzo. El concierto también incluyó L'invitation à la valse, la orquestación de Berlioz de la pieza para piano Invitación a la danza de Carl Maria von Weber (que Berlioz había insertado como parte del ballet en su versión de la ópera de Weber El cazador furtivo, preparada para una producción en la Ópera de París en 1841).

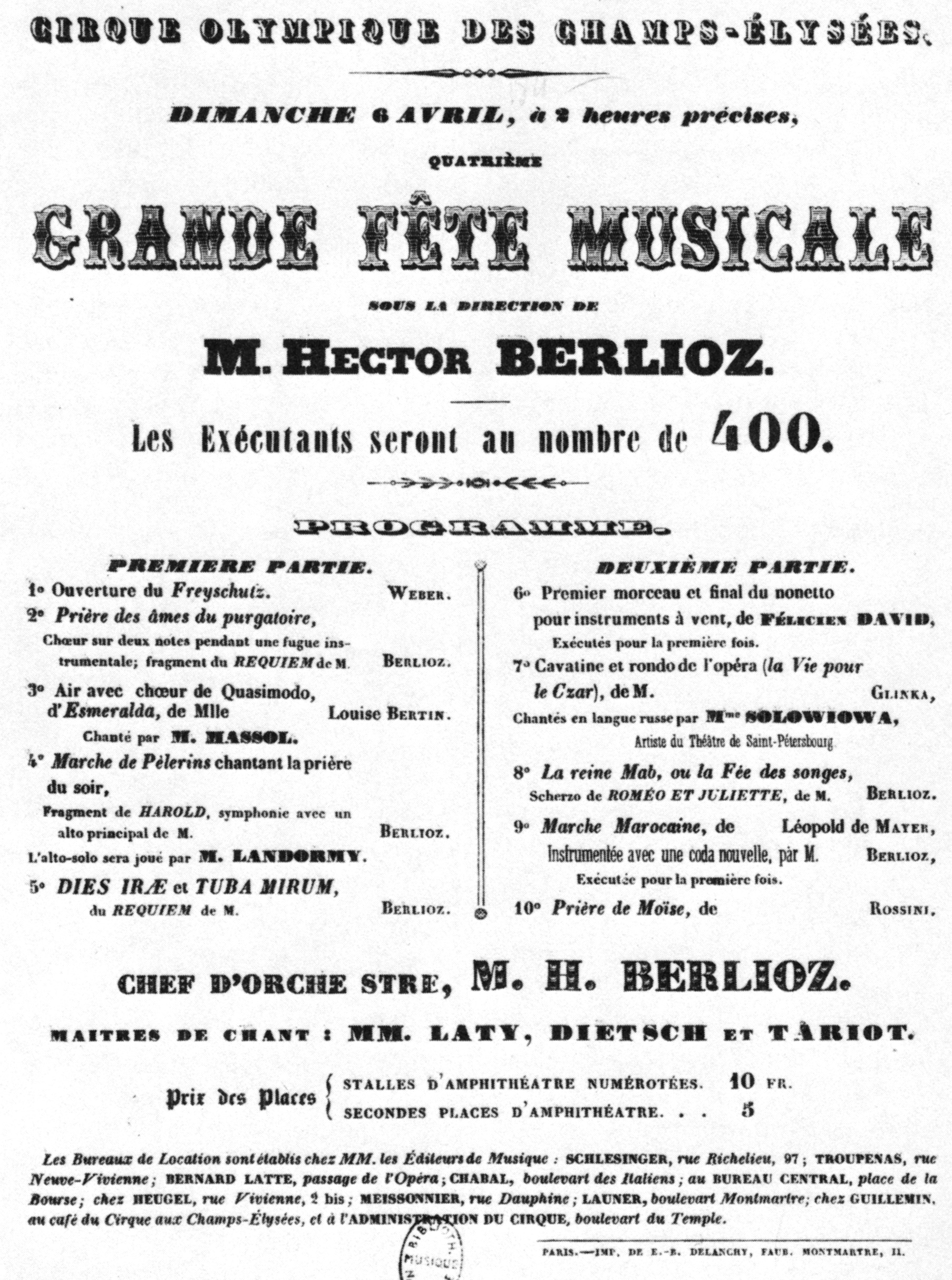
Programa del concierto del 6 de abril de 1845.

El cuarto programa, el 6 de abril, incluyó la obertura de Freischütz de Weber; extractos de las sinfonías de Berlioz Harold en Italia y Romeo y Julieta, y el aria de Quasimodo con coro de la ópera La Esmeralda de Louise Bertin cantada por el tenor Jean -Étienne-Auguste Massol, intérprete original del papel en la Ópera de París en 1836. Berlioz negó haber escrito la música y solo sugirió una mejora en su final. En este concierto también se interpretó por primera vez la orquestación de Berlioz de la Marche marocaine de Meyer.
Aunque la asistencia a los dos primeros conciertos fue alta, los asistentes disminuyeron rápidamente y la serie concluyó después del cuarto concierto. Esto se debió, probablemente, a que el lugar era poco popular en invierno, así como a la acústica de la sala, que era demasiado reverberante. Además, los precios de las entradas eran muy superiores a los que normalmente se cobraban por asistir a un espectáculo ecuestre.

Berlioz escribió más tarde en sus memorias:
«No recuerdo qué términos acordamos; sólo sé que él [Gallois] acabó mal parado. Los ingresos de los cuatro conciertos, para los cuales habíamos contratado a quinientos artistas, fueron inevitablemente insuficientes para cubrir todos los gastos de un séquito tan enorme. Además, el lugar era muy inadecuado para la música. El sonido reverberaba tan lentamente en aquella descorazonadora rotonda que las composiciones de la menor complejidad daban lugar a las más horrorosas confusiones de armonía. Sólo una pieza fue realmente efectiva: el Dies irae de mi Réquiem. Su amplitud de tempo y movimiento armónico lo hacían parecer menos incongruente que cualquiera de las otras en esos espacios resonantes como catedrales. Tuvo tal éxito que tuvimos que incluirlo en el programa de cada concierto.» 

## Apogeo y otros nombres

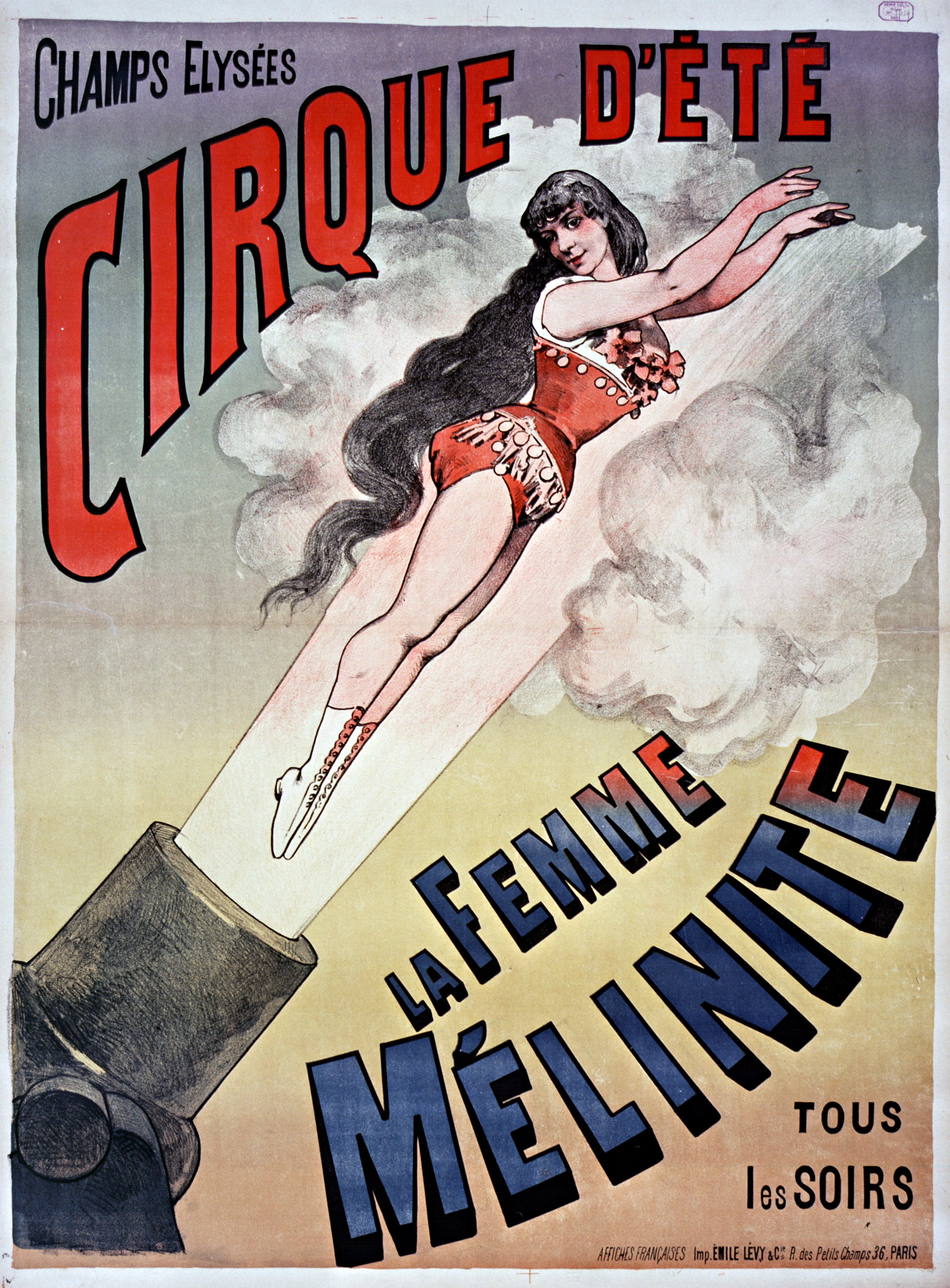
Cartel de "La Mujer Melinita" (1887)

Los precios de las entradas del Cirque d'Été eran relativamente económicos. En 1846, 1852 y 1862, los espectadores pagaban 1 franco por las butacas del nivel superior y 2 francos por las inferiores. El teatro tuvo su apogeo durante el Segundo Imperio Francés con el nombre de Cirque de l'Impératrice (1853-1870), tras lo cual pasó a ser conocido como Cirque d'Été o Cirque des Champs-Élysées.
Durante mucho tiempo, su mayor atracción fue el payaso Jean-Baptiste Auriol (1808-1881). También debutaron La Bella Otero y Émilienne d'Alençon.
Hittorf diseñó un teatro similar, el Cirque Napoléon, en la rue des Filles Calvaires, que se inauguró en 1852 y que pasó a llamarse Cirque d'Hiver (Circo de Invierno) en 1870. El Cirque d'Été solo estaba abierto en verano del 1 de mayo al 30 de octubre, y el Cirque d'Hiver del 1 de noviembre al 30 de abril. El éxito del Cirque d'Été continuó hasta la década de 1880, tiempo durante el cual muchos parisinos lo visitaban los sábados y se consideraba un sitio de moda. Pero, el interés del público en asistir a sus espectáculos decayó después de la Exposición Universal de París de 1889. Fue demolido después de 1900 (probablemente en 1902) y dio su nombre a la rue du Cirque.
El circo de los Campos Elíseos no debe confundirse con el teatro de invierno de la misma compañía, el Cirque Olympique del bulevar du Temple, que se inauguró en 1827, ni con su teatro de invierno posterior, el Cirque Napoléon (de la rue des Filles Calvaires), también construido para Dejean e inaugurado en 1852 y que pasó a conocerse como Cirque d'Hiver a partir de 1870.